# 강종구
강종구(1989년 5월 8일 ~ )은 대한민국의 축구 선수이며 포지션은 수비수이다.